# Euxestus phalacroides
Euxestus phalacroides là một loài bọ cánh cứng trong họ Cerylonidae. Loài này được Wollaston miêu tả khoa học năm 1877.